# Africallagma sinuatum
Africallagma sinuatum е вид водно конче от семейство Coenagrionidae. Видът е незастрашен от изчезване.

## Разпространение
Разпространен е в Демократична република Конго, Етиопия, Замбия, Зимбабве, Малави, Танзания и Южна Африка.